# Olea europaea
L'olivo o ulivo (Olea europaea L., 1753) è un albero da frutto della famiglia delle Oleacee, che si presume sia originario dell'Asia Minore e della Siria, poiché in questa regione l'olivo selvatico spontaneo è diffuso sin dall'antichità, formando delle foreste sulla costa meridionale dell'Asia Minore. Qui, appunto, i Fenici cominciarono a coltivarlo scoprendone le sue grandi proprietà, cui diedero il nome speciale di ἔλαια che i Latini resero come olea.
Fu utilizzato fin dall'antichità per l'alimentazione. Le olive, i suoi frutti, sono impiegati per l'estrazione dell'olio di oliva e, in misura minore, per l'impiego diretto nell'alimentazione. A causa del sapore amaro dovuto al contenuto in polifenoli appena raccolte, l'uso delle olive come frutti nell'alimentazione richiede però trattamenti specifici finalizzati alla deamaricazione (riduzione dei principi amari), realizzata con metodi vari. L'olivo svolge preziose funzioni ambientali mitigando i cambiamenti climatici. Appartiene alla famiglia delle Oleacee e al genere Olea.

## Etimologia
Il nome "olivo" deriva dal latino olīvum, da un ablativo olīvī, olīvō di oleum, a sua volta dal greco arcaico ἔλαιϝον élaiwon e dal greco classico ἔλαιον élaion. La forma "ulivo", come anche "uliva", è più frequente in Toscana, ma è diffusa anche in altre parti d'Italia, sebbene in contesti poetico-letterari; la forma "olivo", del tutto prevalente invece nella letteratura scientifica, è tipica del Veneto, di parte della Sardegna, dell'Emilia-Romagna e del Lazio settentrionale; nel Sud prevalgono aulivo, alivo, avulivo.

## Descrizione
L'ulivo è un albero sempreverde e un latifoglie, la cui attività vegetativa è pressoché continua, con attenuazione nel periodo invernale. Ha crescita lenta ed è molto longevo: in condizioni climatiche favorevoli può diventare millenario e arrivare ad altezze di 15-20 metri. 
La pianta comincia a fruttificare dopo 3-4 anni dall'impianto, inizia la piena produttività dopo 9-10 anni e la senescenza è raggiunta dopo i 40-50 anni; a differenza della maggior parte dell'altra frutta, la produzione non diminuisce con alberi vetusti, infatti nel meridione si trovano oliveti secolari. Le radici, per lo più di tipo avventizio, sono espanse e superficiali: in genere non si spingono oltre i 0,7-1 metro di profondità.
Il fusto è cilindrico e contorto, con corteccia di colore grigio o grigio scuro e legno duro e pesante. La ceppaia forma delle strutture globose, dette ovoli, da cui sono emessi ogni anno numerosi polloni basali. La chioma ha una forma conica, con branche fruttifere e rami penduli o patenti (disposti orizzontalmente rispetto al fusto) secondo la varietà.
Le foglie sono opposte, coriacee, semplici, intere, ellittico-lanceolate, con picciolo corto e margine intero, spesso revoluto. La pagina inferiore è di colore bianco-argenteo per la presenza di peli squamiformi. La parte superiore invece è di colore verde scuro. Le gemme sono per lo più di tipo ascellare.
Il fiore ermafrodito, piccolo, con calice di 4 sepali e corolla di petali bianchi. I fiori sono raggruppati in numero di 10-15 in infiorescenze a grappolo, chiamate "mignole", sono emessi all'ascella delle foglie dei rametti dell'anno precedente. La mignolatura ha inizio verso marzo-aprile. La fioritura vera e propria avviene, secondo le cultivar e le zone, da maggio alla prima metà di giugno.
Il frutto è una drupa globosa, ellissoidale o ovoidale, a volte asimmetrica. È formato da una parte "carnosa" (polpa) che contiene dell'olio e dal nocciolo legnoso e rugoso. Il peso del frutto varia tra 1-6 grammi secondo la specie, la tecnica colturale adottata e l'andamento climatico. Ottobre-dicembre è il periodo della raccolta, che dipende dalle coltivazioni e dall'uso che si deve fare: se da olio o da mensa.
L'ulivo, pianta di lunga stagionatura, dal profumo intenso, aromatico che richiama quello del suo frutto è caratterizzato dal suo legno durissimo e resistente agli agenti atmosferici e all'umidità. Si presta per la costruzione di mobili, pavimenti, piatti, mortai e posate non assorbendo liquidi. Ideale anche come legna da ardere per stufe e in cucina risulta ottima per pizze e focacce.

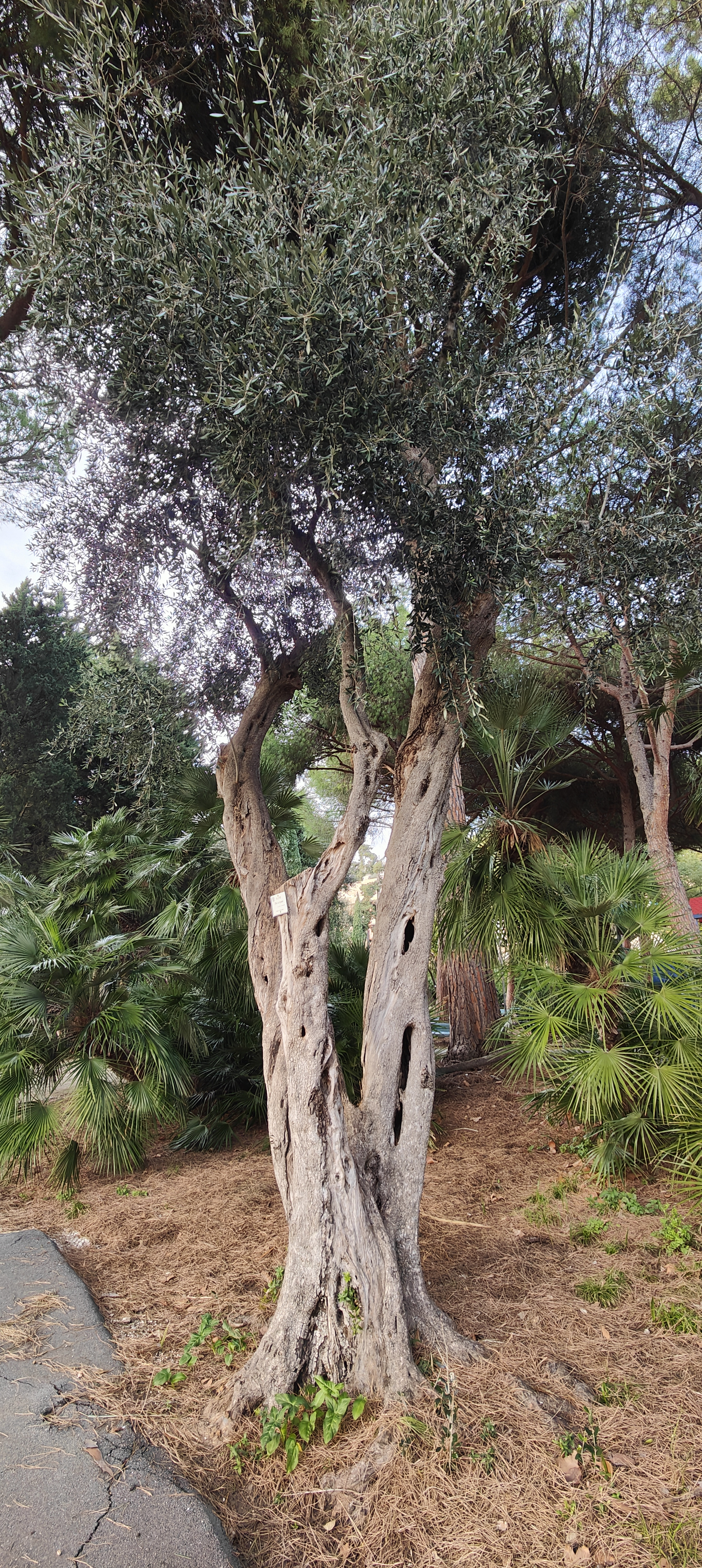
Particolare del fusto legnoso di unOlea europæa a Genova Nervi

## Biologia

### Fenologia
L'ulivo attraversa un periodo di riposo vegetativo che coincide con il periodo più freddo, per un intervallo di tempo che dipende dal rigore del clima.

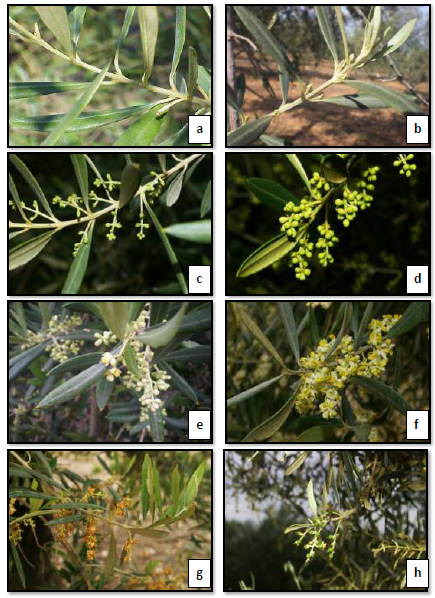
Evoluzione fenologica della fioritura dell'olivo. Scala BBCH: a-50, B-51, C-54, d-57 (<15% di fiori aperti); f-65 (> 15% di fiori aperti); g-67 (<15% di fiori aperti); h-68

Alla ripresa vegetativa, che orientativamente si verifica a febbraio, ha luogo anche la differenziazione a fiore; fino a quel momento ogni gemma ascellare dei rametti dell'anno precedente è potenzialmente in grado di generare un nuovo germoglio o una mignola. Dalla fine di febbraio e per tutto il mese di marzo si verifica un'intensa attività dapprima con l'accrescimento dei germogli, poi anche con l'emissione delle mignole, fase che si protrae secondo le zone fino ad aprile. La mignolatura ha il culmine in piena primavera, con il raggiungimento delle dimensioni finali. Le infiorescenze restano ancora chiuse, tuttavia sono bene evidenti perché completamente formate.
Da maggio alla prima metà di giugno, secondo la varietà e la regione, ha luogo la fioritura, piuttosto abbondante. In realtà la percentuale di fiori che porteranno a compimento la fruttificazione è ridottissima, generalmente inferiore al 2%. L'impollinazione è anemofila. Alla fioritura segue l'allegagione, in linea di massima dalla metà di giugno. In questa fase la corolla appassisce e si secca persistendo fino a quando l'ingrossamento dell'ovario ne provoca il distacco. La percentuale di allegagione è molto bassa, inferiore al 5%, pertanto in questa fase si verifica un'abbondante caduta anticipata dei fiori (colatura). Si tratta di un comportamento fisiologico dal momento che la maggior parte dei fiori ha lo scopo di produrre il polline. Sulla percentuale di allegagione possono incidere negativamente eventuali abbassamenti di temperatura, gli stress idrici e i venti caldi.

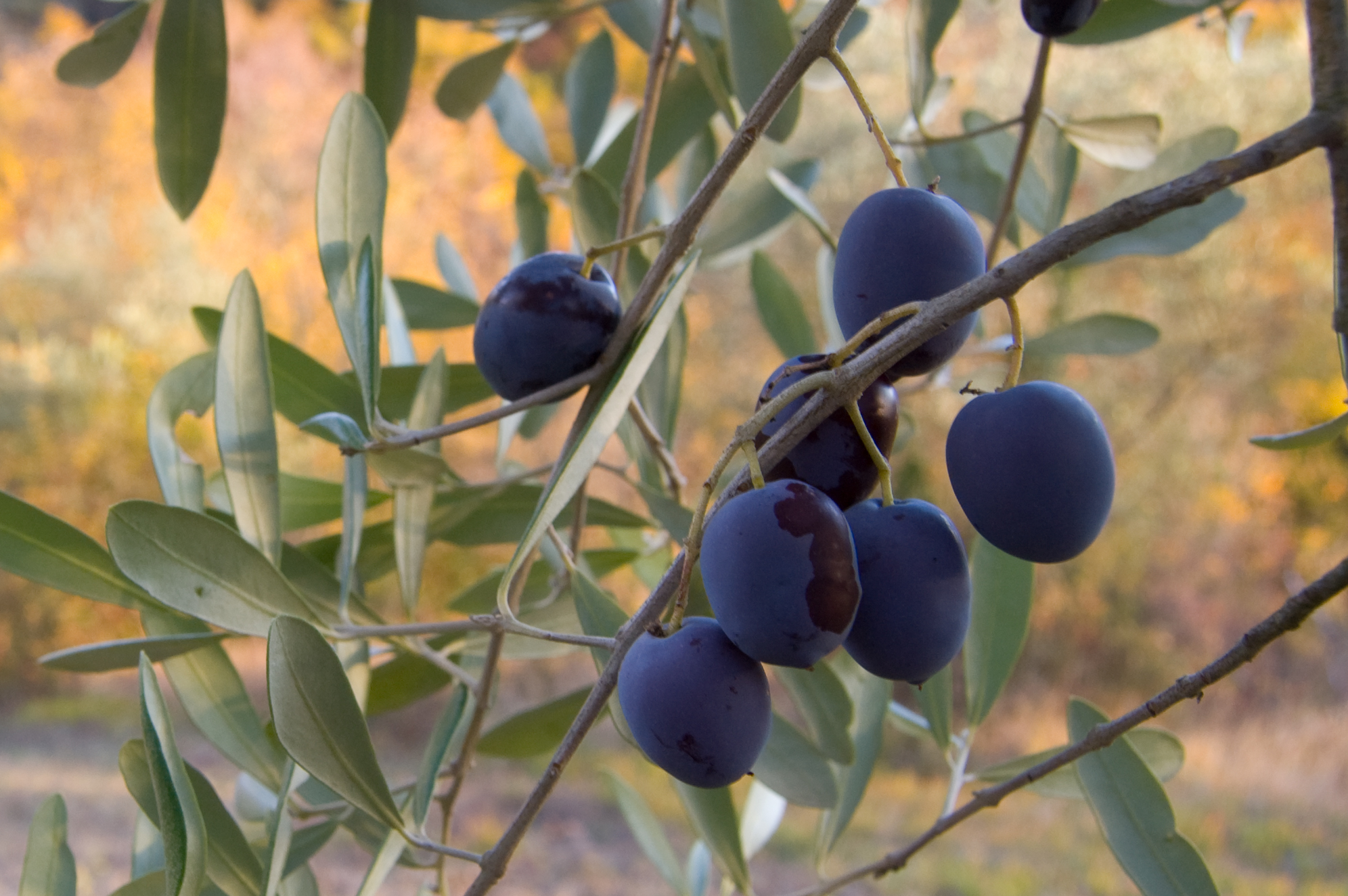
Frutti maturi

Dopo l'allegagione ha luogo una prima fase di accrescimento dei frutti, che si arresta quando inizia la lignificazione dell'endocarpo. Questa fase, detta "indurimento del nocciolo", ha inizio nel mese di luglio e si protrae orientativamente fino agli inizi di agosto.
Quando l'endocarpo è completamente lignificato riprende l'accrescimento dei frutti, in modo più intenso secondo il decorso climatico. In regime non irriguo sono le piogge dalla metà di agosto a tutto il mese di settembre a influire sia sull'accrescimento sia sull'accumulo di olio nei lipovacoli: in condizioni di siccità le olive restano di piccole dimensioni, possono subire una cascola più o meno intensa e daranno una bassissima resa in olio per unità di superficie; in condizioni di umidità favorevoli le olive raggiungono invece il completo sviluppo a settembre. Eventuali piogge tardive (da fine settembre a ottobre), dopo una forte siccità estiva, possono in pochi giorni far aumentare le dimensioni delle olive in modo considerevole, tuttavia la resa in olio sarà bassissima perché l'oliva accumula soprattutto acqua.
Da ottobre a dicembre, secondo la varietà, ha luogo l'invaiatura, cioè il cambiamento di colore, che indica la completa maturazione. L'invaiatura è più o meno scalare sia nell'ambito della stessa pianta sia da pianta a pianta. All'invaiatura l'oliva cessa di accumulare olio e si raggiunge la massima resa in olio per ettaro.
Dopo l'invaiatura le olive persistono sulla pianta. Se non raccolte vanno incontro a una cascola più o meno intensa, ma differita nel tempo fino alla primavera successiva. In questo periodo la resa in olio tende ad aumentare in termini relativi: il tenore in olio aumenta perché le olive vanno incontro ad una progressiva perdita d'acqua. In realtà la resa in olio assoluta (in altri termini, riferita all'unità di superficie) diminuisce progressivamente dopo l'invaiatura perché una parte della produzione si perde a causa della cascola e degli attacchi da parte di parassiti e fitofagi.
Nella tabella seguente è riportato uno schema che riassume il ciclo fenologico dell'ulivo. I periodi di riferimento hanno solo valore orientativo perché possono cambiare secondo la cultivar e la regione.
| Fase fenologica          | Periodo d'inizio                                  | Durata        | Manifestazione                                                               |
| ------------------------ | ------------------------------------------------- | ------------- | ---------------------------------------------------------------------------- |
| Riposo vegetativo        | dicembre-gennaio                                  | 1-3 mesi      | Attività dei germogli ferma o rallentata                                     |
| Differenziazione a fiore | febbraio                                          |               |                                                                              |
| Ripresa vegetativa       | fine febbraio                                     | 20-25 giorni  | Emissione di nuova vegetazione di colore chiaro                              |
| Mignolatura              | metà marzo                                        | 18-23 giorni  | Mignole di colore verde, a maturità biancastre                               |
| Fioritura                | dagli inizi di maggio alla prima decade di giugno | 7 giorni      | Fiori aperti e bene evidenti                                                 |
| Allegagione              | fine maggio-giugno                                |               | Caduta dei petali, cascola di fiori e frutticini                             |
| Accrescimento frutti     | seconda metà di giugno                            | 3-4 settimane | Frutti piccoli ma bene evidenti                                              |
| Indurimento del nocciolo | luglio                                            | 7-25 giorni   | Arresto della crescita dei frutti. Resistenza al taglio di sezionamento      |
| Accrescimento frutti     | agosto                                            | 1,5-2 mesi    | Aumento considerevole delle dimensioni dei frutti, comparsa delle lenticelle |
| Invaiatura               | da metà ottobre a dicembre                        |               | Almeno metà della superficie del frutto vira dal verde al rosso violaceo     |
| Maturazione completa     | da fine ottobre a dicembre                        |               | Frutto con colorazione uniforme dal violaceo al nero                         |

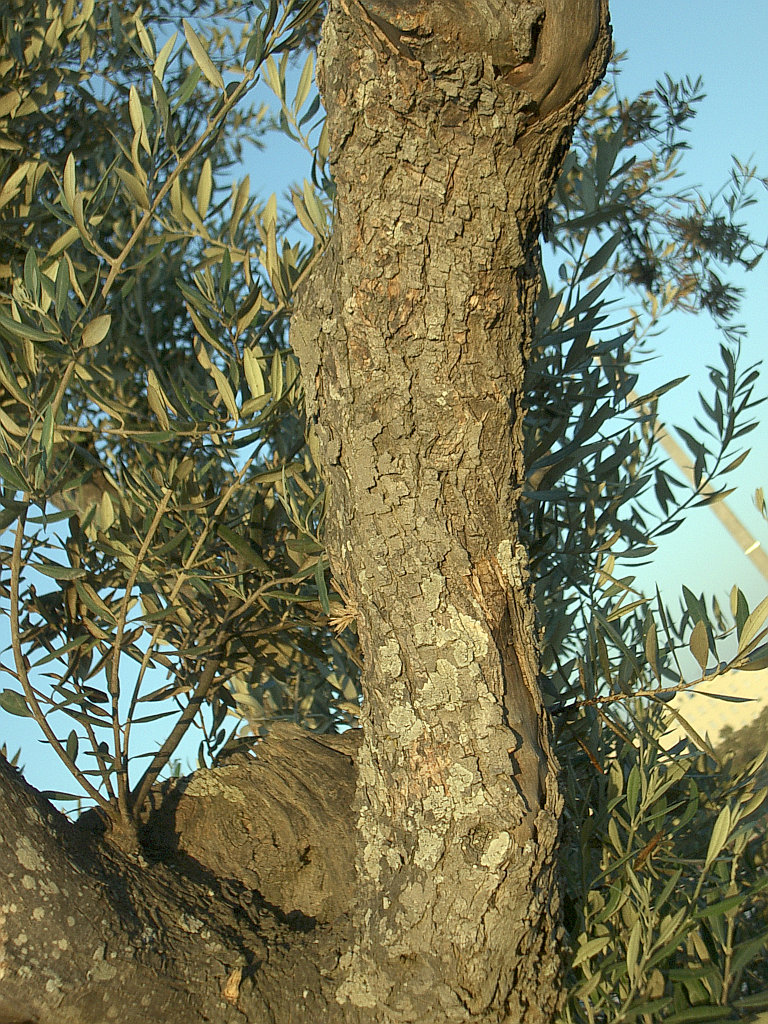
Tronco
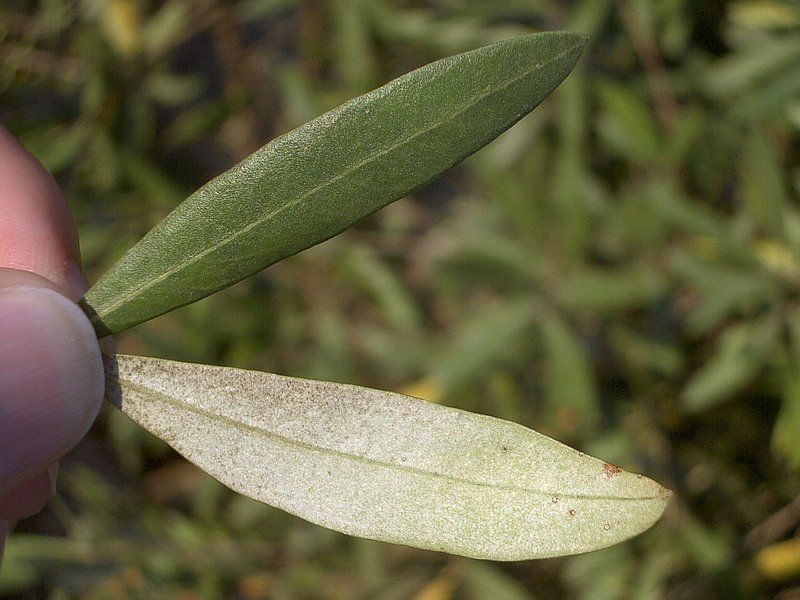
Foglie
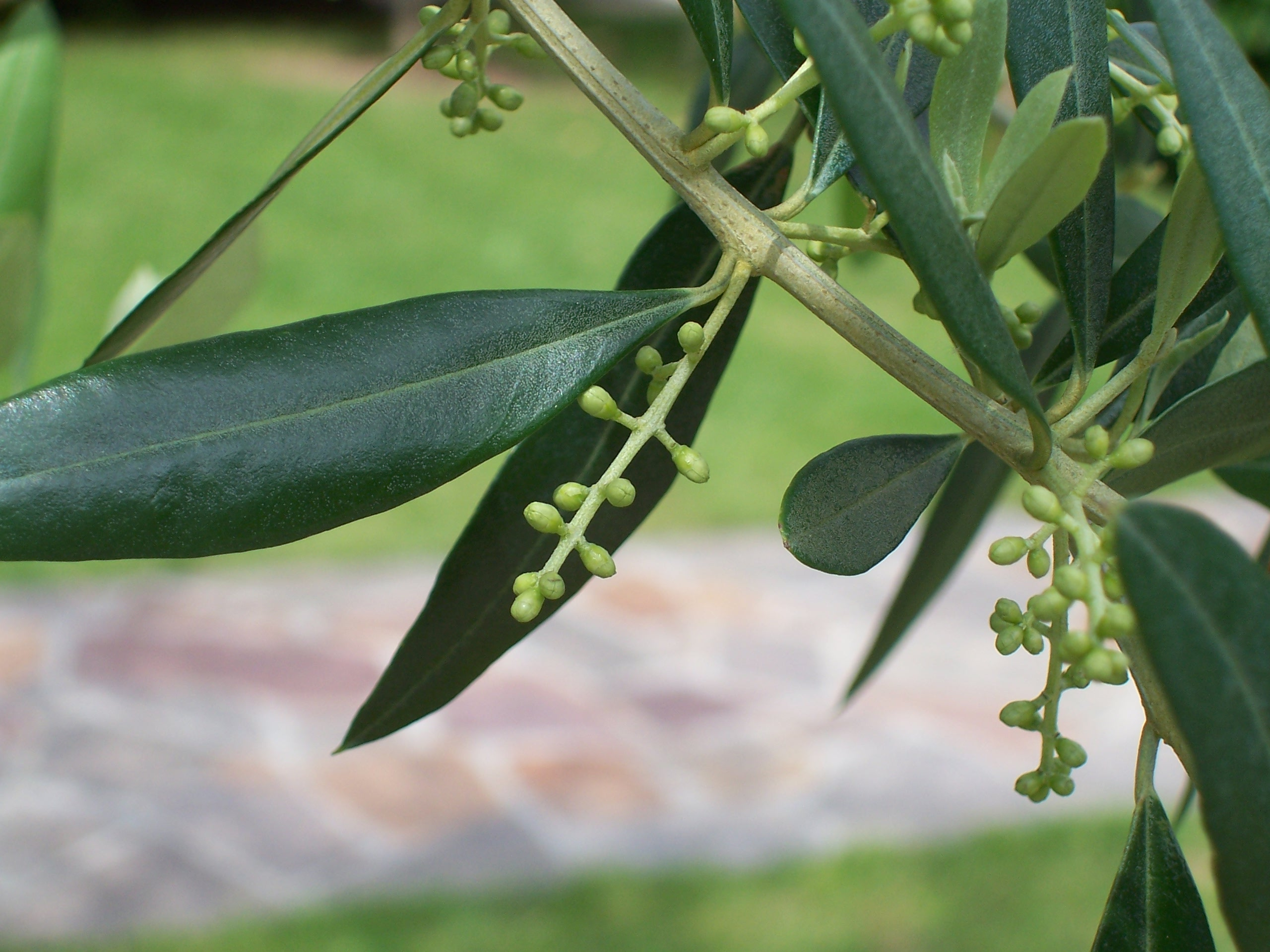
Boccioli
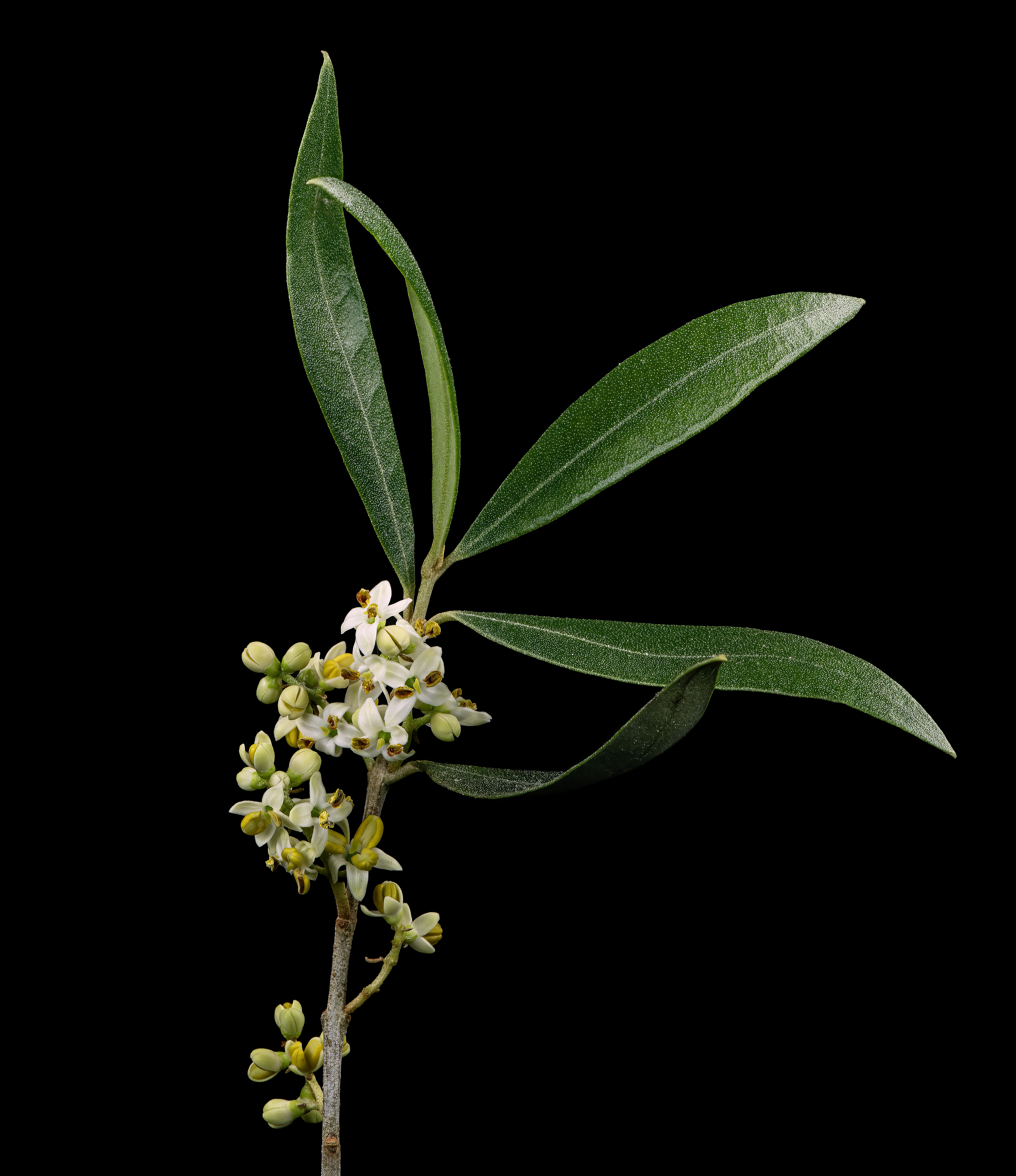
Infiorescenza e foglie
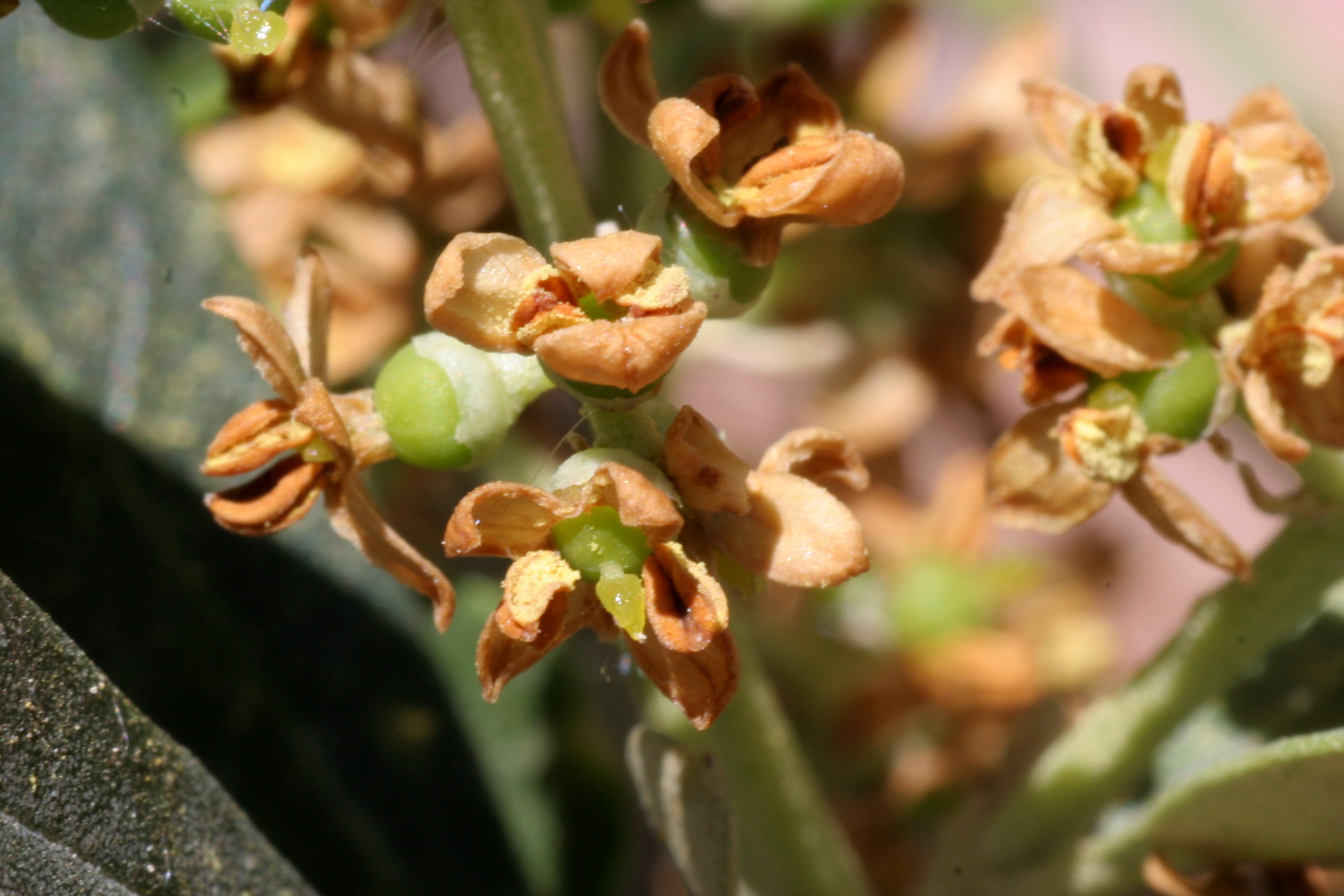
Frutti nascenti
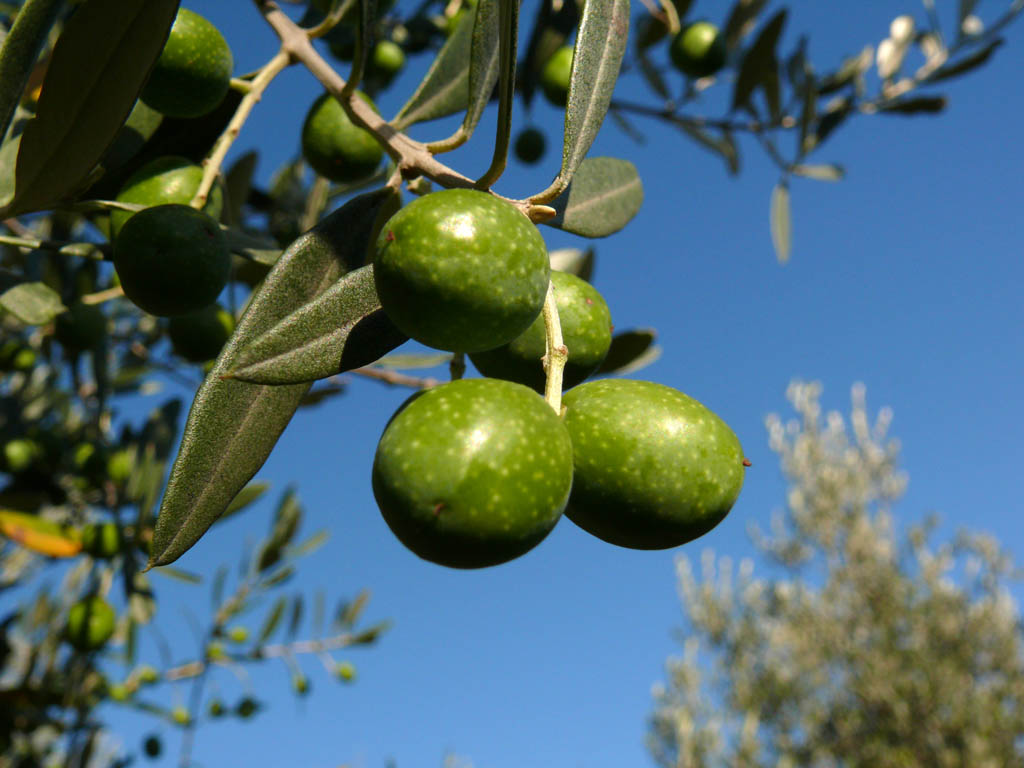
Frutti verdi
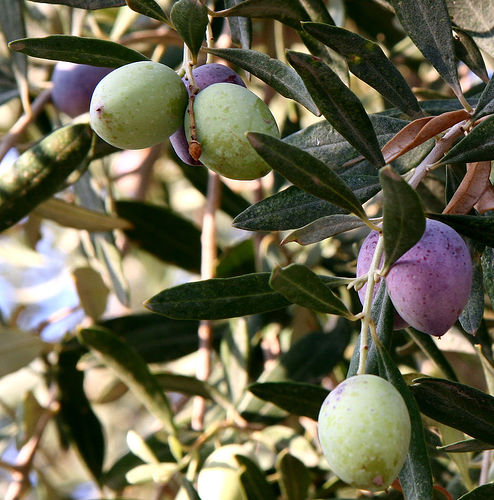
Frutti in via di maturazione
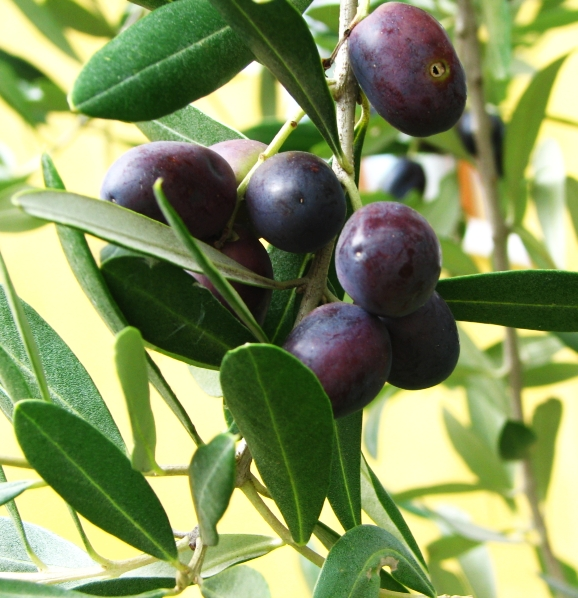
Frutti maturi

### Esigenze ambientali e adattamento
Fra le piante arboree l'Olea europea si distingue per la sua longevità e la frugalità. L'olivo è una pianta tipicamente termofila ed eliofila, con spiccati caratteri di pianta xerofita. Per contro è sensibile alle basse temperature. In Italia l'areale di vegetazione della sottospecie spontanea, l'olivastro, è la sottozona calda del Lauretum. L'Olea oleaster, detto anche oleastro, è una delle specie più rappresentative della macchia termoxerofila (Oleo-ceratonion) e (Oleo-lentiscetum), mentre diventa più sporadico nella macchia mediterranea del Quercion ilicis. Per i caratteri di frugalità ed eliofilia si rinviene frequentemente anche nelle macchie degradate, nelle garighe e nella vegetazione rupestre lungo le coste. Resiste bene al pascolamento in quanto tende ad assumere un portamento di cespuglio a pulvino con ramificazione fitta e dotata spine. Resiste bene anche agli incendi per la notevole capacità di ricacciare vigorosi polloni dalla ceppaia.

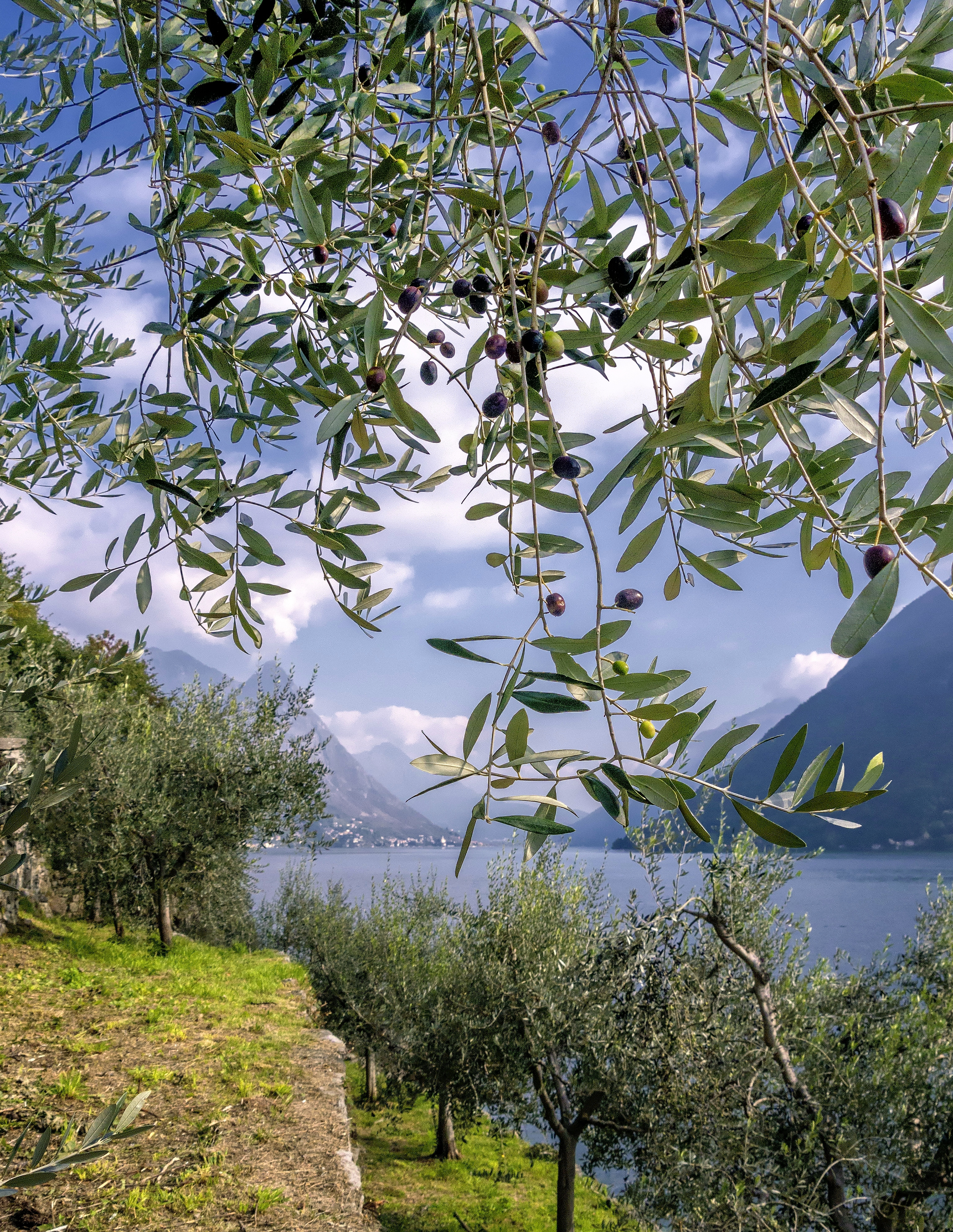
Oliveti in Ticino, dove la coltivazione è stata ripresa nell'ambito del riscaldamento globale

Le esigenze climatiche sono modeste. Essendo una pianta eliofila soffre l'ombreggiamento, producendo una vegetazione lassa e, soprattutto, una scarsa fioritura. Il fattore climatico determinante sulla distribuzione dell'olivo è la temperatura: la pianta manifesta sintomi di sofferenza a temperature di 3-4 °C. Sotto queste temperature gli apici dei germogli disseccano. In generale la sensibilità al freddo aumenta passando dalla ceppaia al fusto, ai rami, ai germogli, alle foglie, agli apici vegetativi e, infine, ai fiori e ai frutticini. Le gelate possono danneggiare il legno già a temperature di −7 °C. Le forti gelate possono provocare la morte di tutto l'apparato aereo con sopravvivenza della sola ceppaia.
Per quanto riguarda gli altri fattori climatici, sono dannosi il forte vento, specie se associato a basse temperature, l'eccessiva piovosità e l'elevata umidità dell'aria.
Le esigenze pedologiche sono modeste. In generale l'ulivo predilige terreni sciolti o di medio impasto, freschi e ben drenati. Vegeta bene anche su terreni grossolani o poco profondi, con rocciosità affiorante. Soffre invece nei terreni pesanti e soggetti al ristagno. In merito alla fertilità chimica si adatta anche ai terreni poveri e con reazione lontana dalla neutralità (terreni acidi e terreni calcarei) fino a tollerare valori del pH di 8,5-9. Fra gli alberi da frutto è una delle specie più tolleranti alla salinità, pertanto può essere coltivato anche in prossimità dei litorali.
L'aspetto più interessante della capacità d'adattamento dell'olivo è la sua resistenza alla siccità anche quando si protrae per molti mesi. In caso di siccità la pianta reagisce assumendo un habitus xerofitico: i germogli cessano di crescere, si riduce la superficie traspirante con la caduta di una parte delle foglie, gli stomi vengono chiusi e l'acqua delle olive in accrescimento viene riassorbita. In questo modo gli olivi superano indenni le lunghe estati siccitose, manifestando una ripresa dell'attività vegetativa solo con le prime piogge a fine estate. Gli stress idrici pregiudicano la produzione. Le fasi critiche per l'ulivo sono il periodo della fioritura e quello dell'allegagione, l'indurimento del nocciolo e il successivo accrescimento dei frutti: eventuali stress idrici in queste fasi riducono la percentuale di allegagione, provocano cascola estiva delle drupe, scarso accrescimento di quelle rimaste e minore resa in olio delle olive. In ogni modo si può dire che l'ulivo si adatta alla coltura in asciutto anche nelle aree più aride dell'Italia meridionale e insulare in quanto offre una produzione, sia pur minima, anche nelle condizioni più difficili.
L'oliveto più settentrionale attualmente esistente si trova sull'isola di Anglesey, al largo del Galles, nel Regno Unito.

## Coltivazione

### Cultivar

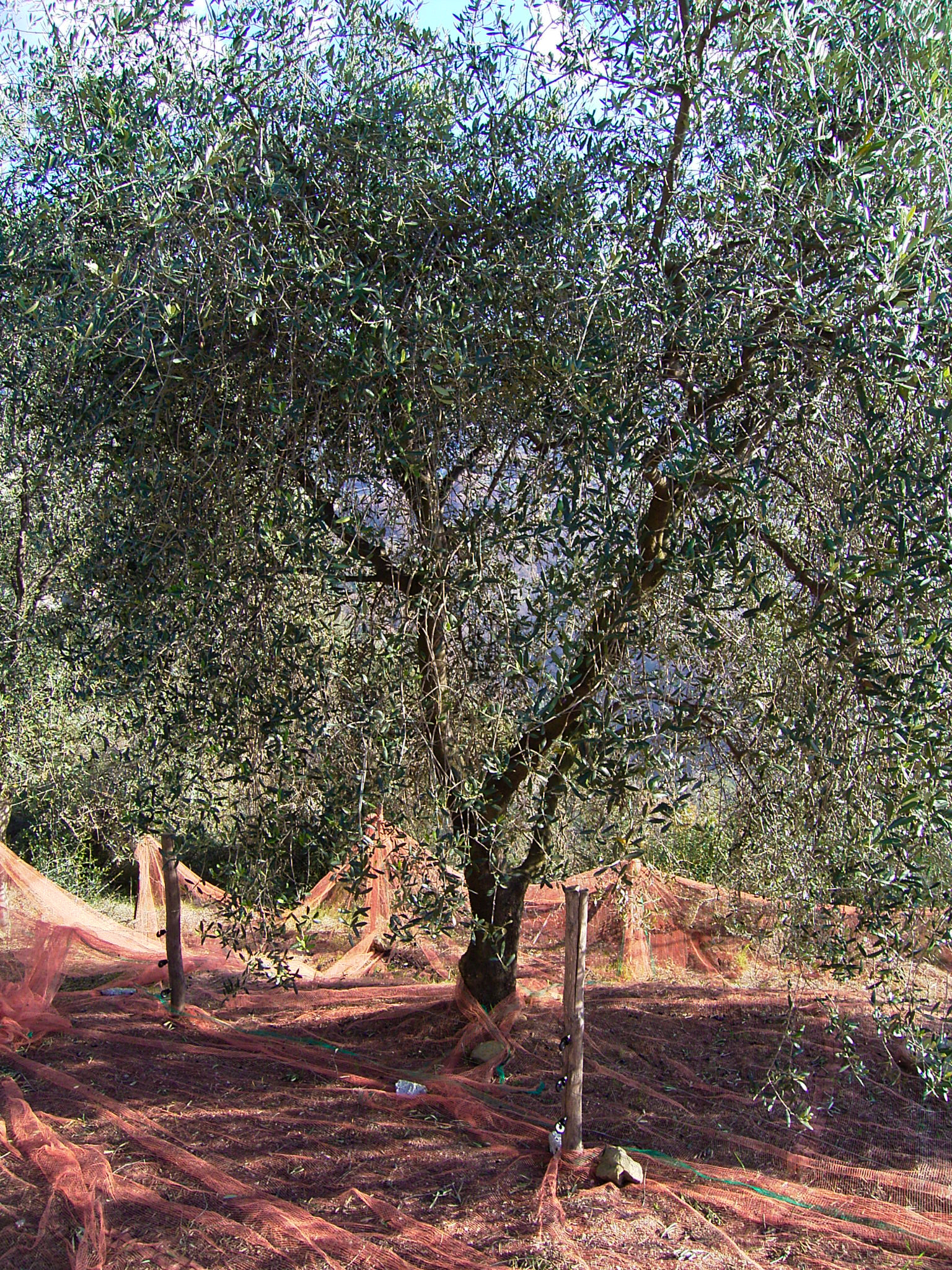
Cultivar provenzale Cailletier

Le cultivar si classificano in tre gruppi: 
- Cultivar da olio
- Cultivar da mensa
- Cultivar a duplice attitudine

Le cultivar "da olio" sono caratterizzate da un elevato contenuto in lipidi e da una buona resa in olio, il frutto è di dimensioni medie o piccole. Le cultivar "da mensa" invece hanno minor resa in olio ma sono più grandi e vengono vendute per l'uso diretto.
Le cultivar si differenziano per il colore, l'epoca di maturazione e la dimensione del frutto, oltre che per il contenuto in olio. Nel solo Mediterraneo ci sono più di 1000 tipi genetici di olivo. La propagazione vegetativa circoscritta nei singoli territori per centinaia di anni ha determinato l'evoluzione di un numero elevato di ecotipi e cultivar. In Italia sono presenti circa 500 tipi genetici.
Molte varietà sono autosterili, quindi per avere la fruttificazione occorre impiantare, o avere presenti, almeno due varietà diverse per l'impollinazione. Per chiarimento: le piante originate da due semi diversi sono varietà diverse, due piante innestate con la stessa varietà sono lo stesso clone e quindi non sono varietà diverse. Alcune varietà sono parzialmente autofertili e con una sola varietà la produzione sarebbe limitata, quindi si avvantaggiano comunque dell'impollinazione incrociata (entro qualche decina di metri).

### Impianto dell'oliveto

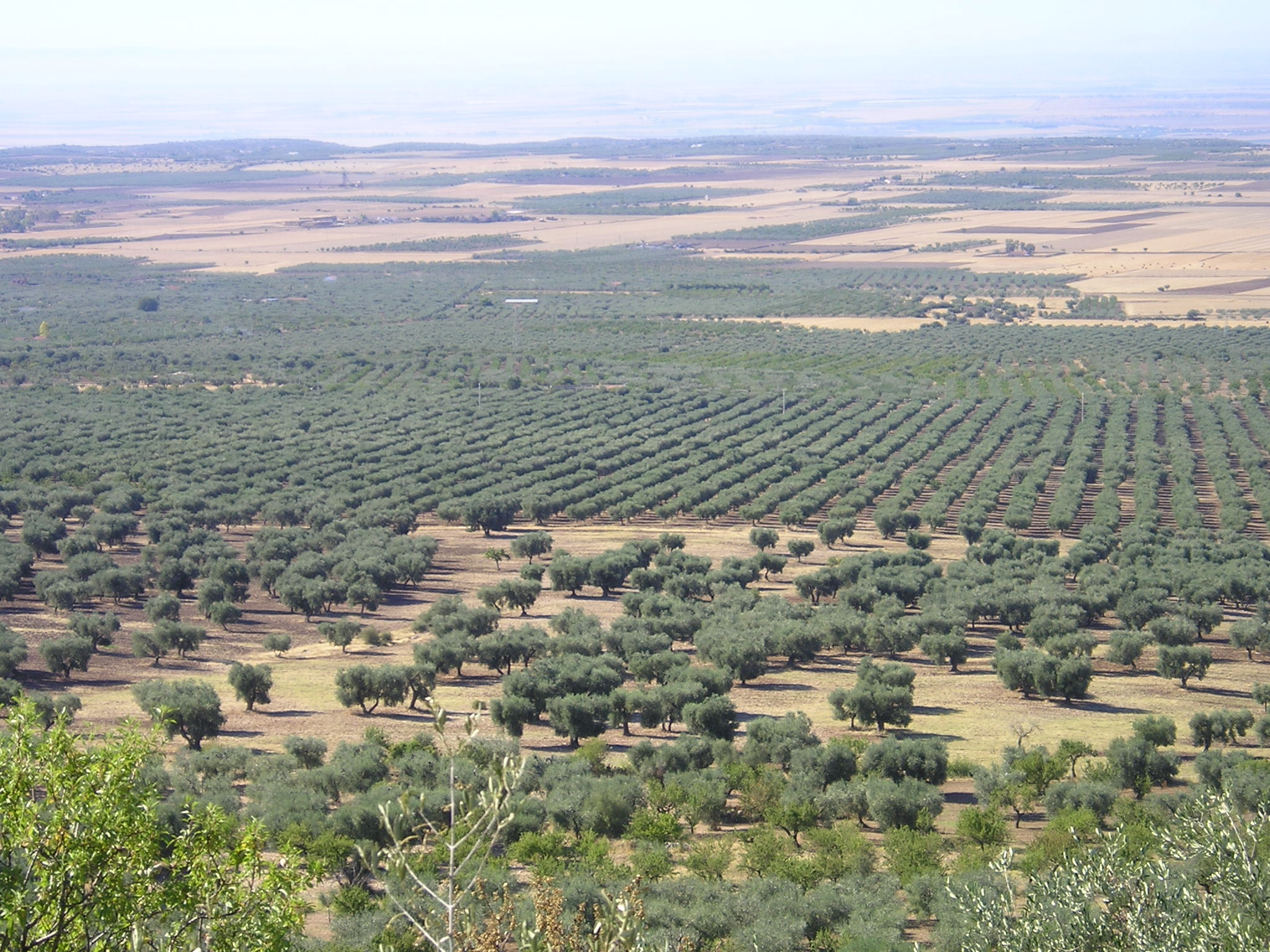
Oliveti a sesto irregolare (primo piano) e regolare (secondo piano), in Puglia

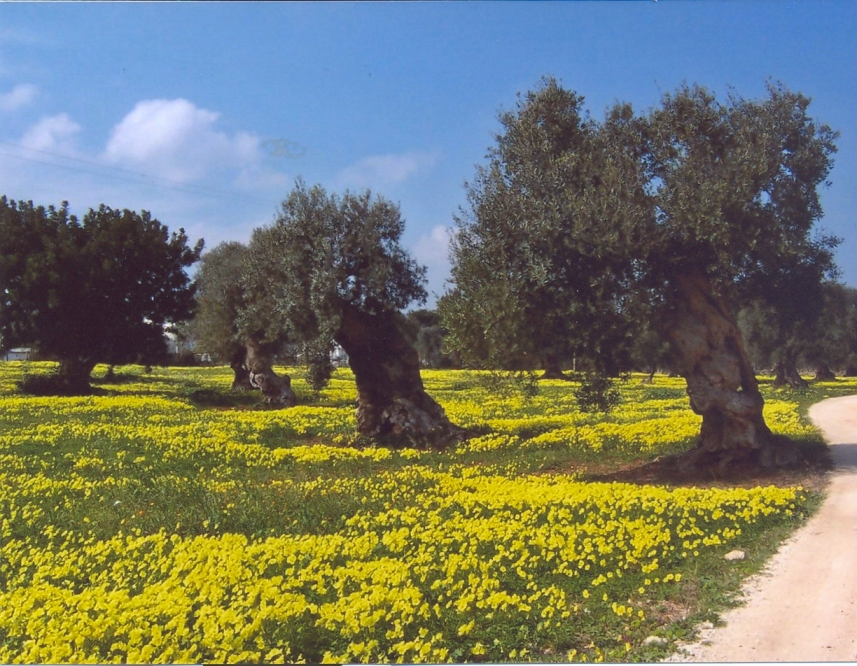
Olivi in Puglia

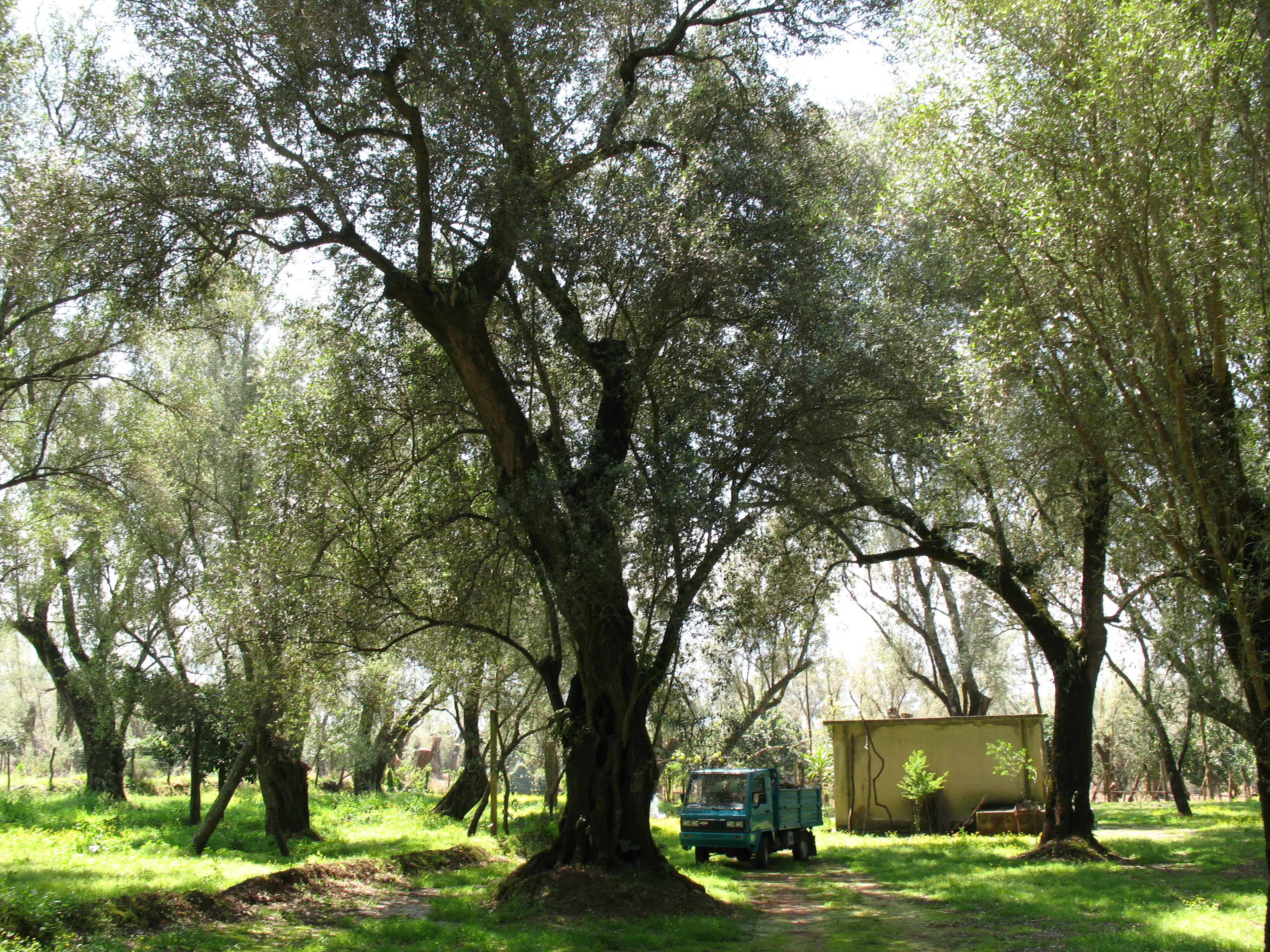
Olivi secolari in Calabria

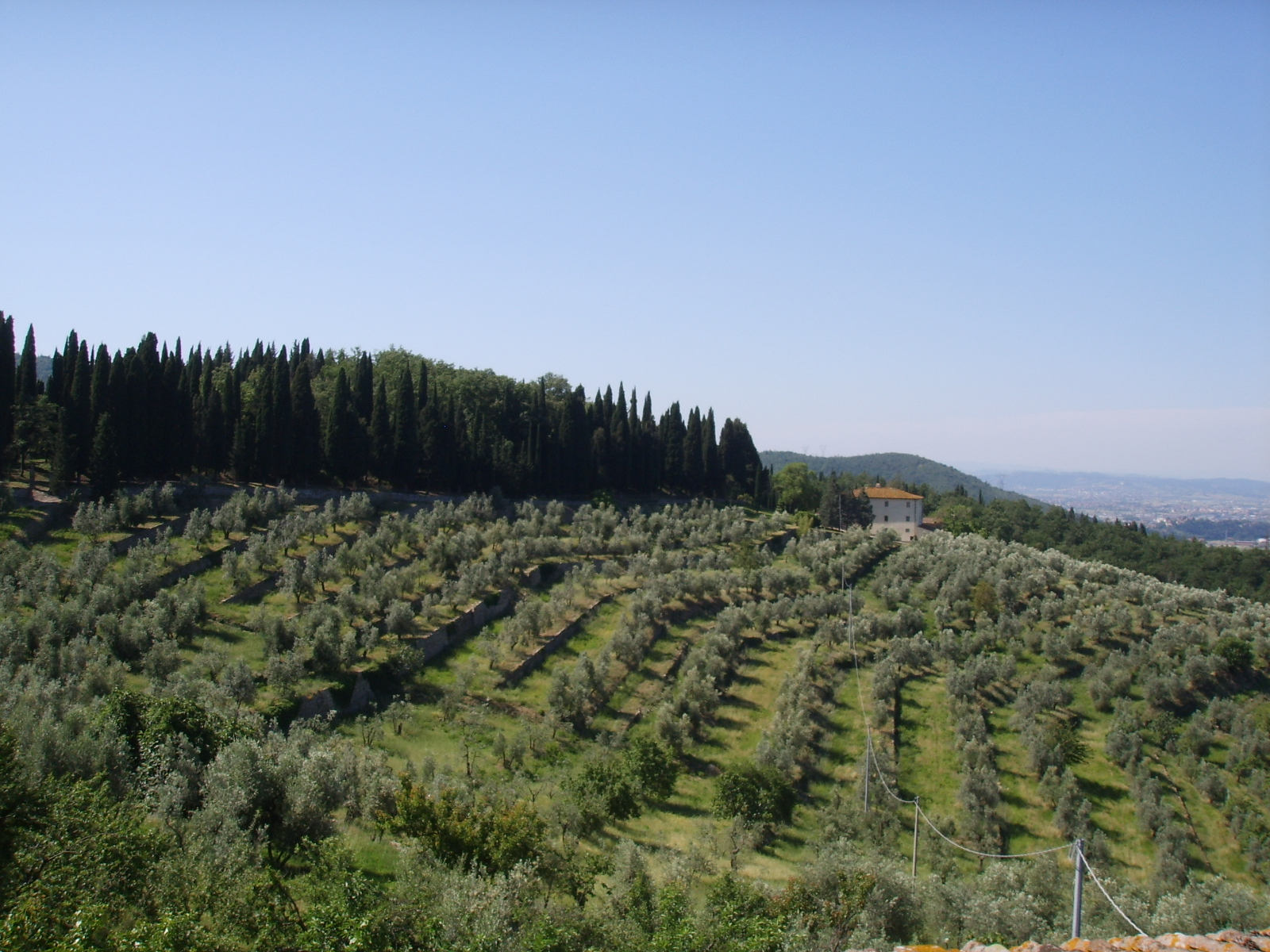
Oliveto collinare in Toscana

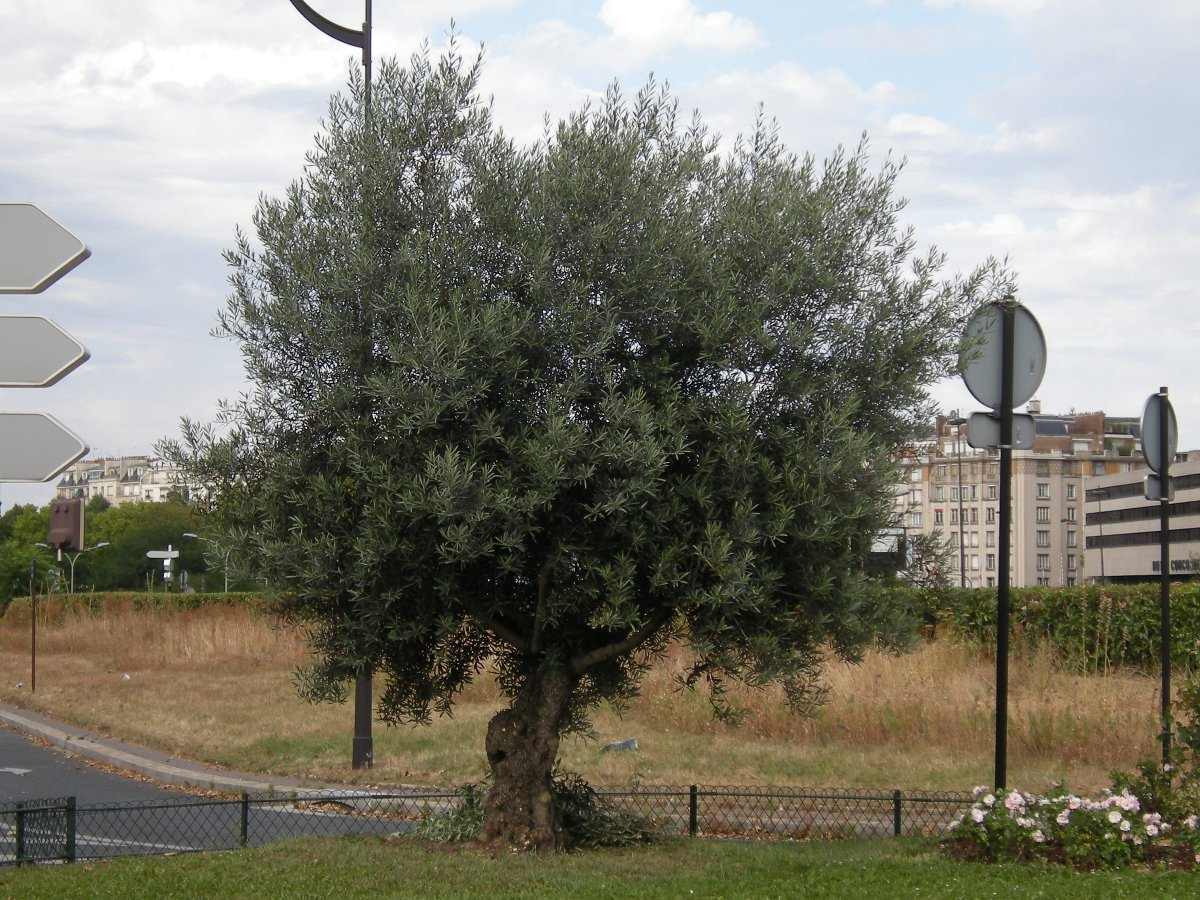
Olivo ornamentale a Parigi (presso Porte Maillot), molto più a nord del suo normale areale

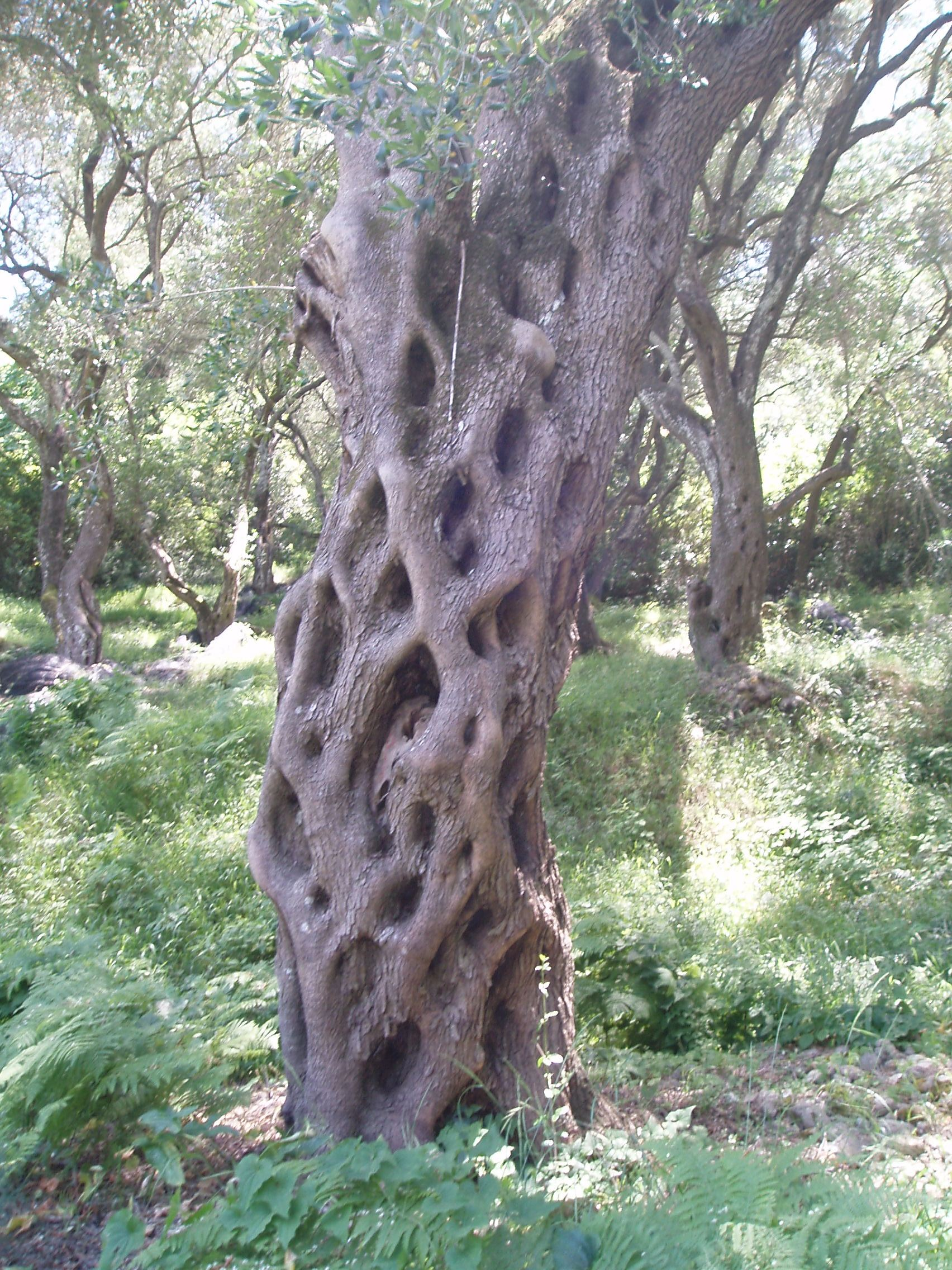
Olivo secolare in Grecia

La procedura per l'impianto dell'oliveto, dopo aver scelto la localizzazione, segue gli schemi classici previsti per le colture arboree:
- Eliminazione di vegetazione arbustiva o arborea, livellamento, spietramento, scasso a circa 80 cm. Nei terreni eccessivamente grossolani è consigliabile limitare lo spietramento ai sassi di grandi dimensioni per evitare un abbassamento del piano di campagna. Per lo scasso è preferibile la lavorazione andante con ripuntatore o con aratro rispetto allo scasso a buche.
- Approntamento della rete scolante. È necessario nelle zone a clima piovoso. In generale l'investimento del drenaggio tubolare è poco remunerativo in olivicoltura perciò è più conveniente predisporre una sistemazione superficiale realizzando un'adeguata baulatura e una rete di scoline.
- Concimazione di fondo. Si esegue dopo lo scasso e prima della lavorazione complementare sulla base dei risultati dell'analisi chimica. La concimazione minerale deve limitarsi al solo apporto dei concimi fosfatici e potassici in quanto l'azoto si perderebbe per dilavamento. È consigliato integrare la concimazione minerale con l'apporto di un concime organico (es. 50-100 t di letame ad ettaro) per il suo effetto ammendante, qualora ci sia disponibilità di ammendanti organici a costi accessibili.
- Lavori di raffinamento. Si esegue un'aratura a 40 cm per interrare e distribuire i concimi lungo il profilo e una erpicatura per ridurre la zollosità superficiale.

Ai lavori di preparazione seguono quelli d'impianto con il tracciamento dei sesti e il picchettamento, la messa a dimora (manuale o con trapiantatrici semiautomatiche), l'impianto dei tutori.
Il sesto d'impianto dipende dalle condizioni pedoclimatiche, dalla disponibilità irrigua, dalle caratteristiche della cultivar, dalla forma d'allevamento e dalla tecnica colturale. In condizioni ordinarie nei nuovi impianti si adottano sesti compresi fra 5×5 m e 7×7 m in coltura irrigua e tra 8×8 m e 10×10 m in asciutto. Sesti molto stretti sono sconsigliabili per l'eccessivo ombreggiamento lungo la fila e per la difficoltà di meccanizzazione. Con olivi allevati a vaso policonico o a monocono sono consigliabili sesti di 5×7 m o 6×7 m secondo la vigoria della cultivar. Qualora si preveda la raccolta meccanica integrale con scuotiraccoglitrice è opportuno adottare sesti in quadrato di 7×7 m o 8×8 m per consentire una facile manovra della macchina.
La messa a dimora si esegue dall'autunno all'inizio della primavera effettuando una buca con la trivella, disponendo sul fondo del materiale drenante e una piccola quantità di concime ternario, si mette la pianta, con il colletto leggermente più basso rispetto al livello del terreno e il tutore, infine si colmano gli spazi vuoti e si irriga. È sconsigliato eseguire l'impianto in primavera inoltrata per evitare eccessive fallanze.
La scelta delle piante ha importanza sia economica sia tecnica. Le piante ottenute da talea sono più economiche ma tendono a sviluppare un apparato radicale superficiale e potrebbero subire stress idrici nel primo anno d'impianto. Quelle ottenute da semenzali innestati sono più resistenti ma hanno prezzi più alti. In merito allo sviluppo sono migliori le piante rivestite uniformemente di ramificazioni secondarie perché non necessitano di interventi di potatura correttiva e permettono di anticipare l'entrata in produzione di uno-due anni. Da tenere presente comunque che le piante autoradicate da talea sono consigliate in tutte le zone in cui l'ulivo è soggetto a gelate, perché nel caso si renda necessario un taglio rigenerativo al piede delle piante, i polloni emergenti dalla ceppaia appartengono alla varietà e non al portinnesto.
Alla messa a dimora fanno seguito gli allestimenti accessori, in particolare la rete irrigua e l'eventuale palificazione per sospendere le ali gocciolanti.
Su spazi aperti e battuti frequentemente da venti dei quadranti settentrionali (maestrale, tramontana, grecale) è indispensabile predisporre un frangivento allineato perpendicolarmente alla direzione del vento dominante. L'orientamento dei filari, in caso di sesto a rettangolo, deve tener conto dell'esigenza d'illuminazione delle chiome soprattutto alle latitudini più alte dell'areale di coltivazione (Italia centrale e Liguria): l'orientamento migliore è quello nord-sud, tuttavia nei terreni con pendenza superiore al 5-10% ha la priorità la necessità di prevenire l'erosione del terreno orientando i filari a girapoggio o a cavalcapoggio. L'orientamento nord-sud in collina si può pertanto rispettare solo nei versanti esposti a est o a ovest.

### Forme d'allevamento
La scelta della forma d'allevamento dipende essenzialmente da due fattori: le esigenze d'illuminazione e la meccanizzazione. L'ulivo ha un portamento basitono, con rametti terminali patenti o penduli secondo la varietà e fruttifica nella parte più esterna della chioma, in quanto più illuminata. In ragione di questi elementi le forme d'allevamento proposte per l'olivo sono le seguenti.
1. Vaso. È la vecchia tipologia, ormai del tutto abbandonata negli impianti recenti a causa della tardiva entrata in produzione e degli oneri legati alla potatura e alla raccolta. Sopravvive ancora in vecchi oliveti non rinnovati.
2. Vaso policonico. È la forma che ha sostituito il vaso classico, più contenuta in altezza e con una geometria della chioma razionalizzata in funzione della produttività e dei costi della raccolta. Ha inoltre una maggiore precocità di entrata in produzione. La struttura è formata da 3-4 branche che sviluppano ciascuna una chioma distinta di forma conica.
3. Vaso cespugliato. Concettualmente è simile al precedente ma differisce per l'assenza del tronco, perciò le branche partono direttamente dalla ceppaia.
4. Palmetta. La struttura è costituita da un fusto che si dirama in tre branche orientate sullo stesso piano, una verticale, le due laterali oblique. Non ha avuto grande diffusione a causa degli oneri legati alla potatura.
5. Ipsilon. È una forma derivata dalla precedente ma più razionale per i principi che la ispirano. Lo scheletro è costituito da un breve tronco che si divide in due branche inclinate ed opposte, orientate secondo la direzione del filare. Come la precedente, è una forma poco diffusa perché non ha riscontrato grande successo e ormai si presenta come un sistema obsoleto e antieconomico.
6. Siepone. È una forma che asseconda molto il portamento naturale dell'olivo. Le piante hanno un portamento cespuglioso, con un breve fusto, e sono molto ravvicinate lungo la fila in modo da formare una vegetazione continua. Continua ad essere usata per la costituzione di frangivento, in genere con cultivar assurgenti.
7. Globo. È concepita per proteggere il fusto e le branche dall'eccessiva insolazione. È uno dei sistemi più impiegati alle latitudini più basse dell'areale di coltivazione dell'olivo, dove l'illuminazione eccessiva può rappresentare un problema.
8. Monocono. È il sistema più recente, concepito per l'uso delle macchine scuotitrici nella raccolta meccanizzata o meccanica integrale con macchine scuotitrici. È particolarmente adatto per oliveti meccanizzati di grande estensione. La forma di allevamento è quella che asseconda meglio il portamento naturale dell'olivo pertanto ha una precoce entrata in produzione.
9. Cespuglio. È una delle forme più recenti e s'ispira alla necessità di abbreviare i tempi di entrata in produzione e ridurre i costi della potatura e della raccolta. Si tratta di una forma libera ottenuta evitando gli interventi cesori nei primi anni.
10. Ceduo di olivo. È la forma più recente ancora in via di sperimentazione. L'innovazione consiste nel lasciar crescere liberamente le piante secondo i criteri adottati con il cespuglio ma senza eseguire la potatura di produzione. La chioma viene completamente rinnovata ogni 10 anni tagliando al piede le piante.

### Irrigazione
L'olivo è una pianta che ha poca esigenza di acqua, ma carenze idriche prolungate possono provocare gravi danni alle piante di olivo come cascola e bassa produzione. Un razionale apporto idrico presenta molti benefici fra cui: 
- Accelerare la formazione della pianta, che entra prima in produzione;
- Aumento della produzione (fino al 20-40%);
- Migliore costanza produttiva, ostacolando l'alternanza.

I metodi irrigui consigliati sono quelli a microportata, spruzzo e goccia; risultano fondamentali le irrigazioni eseguite, soprattutto in annate siccitose, nella fasi fenologiche che vanno dall'allegagione (giugno) fino all'ingrossamento delle drupe per distensione cellulare (agosto).

### Potatura
La potatura dell'olivo può anche non essere effettuata tutti gli anni: bisogna operare in base alle proprie necessità e agli spazi che si hanno a disposizione. L'importante, in ogni caso, è prediligere i mesi di fine inverno o inizio primavera, febbraio - marzo, in cui la pianta non ha ancora iniziato la prima fase della fruttificazione. Le principali accortezze nell'effettuare la potatura sono:

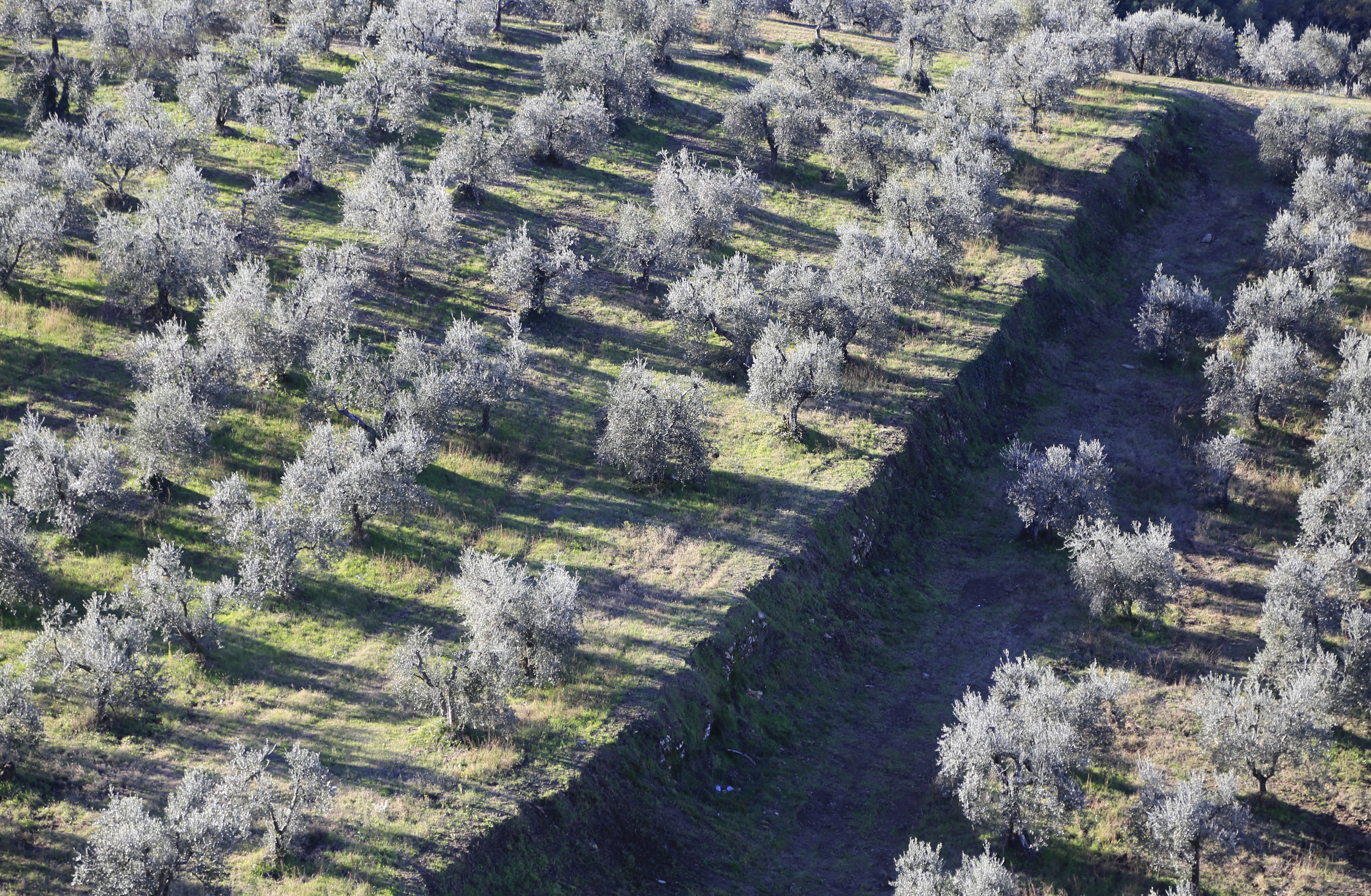
Un'oliveta appena potata

- riconoscere i rami più giovani e quelli più vecchi, andando a salvaguardare i primi, i quali sono più sottili ma spesso più produttivi;
- potare in modo da lasciare solo una "punta": l'olivo è un albero che tende a crescere in altezza, andando ad allungarsi verso la luce;
- eliminare buona parte dei rami interni che ostruiscono maggiormente una buona illuminazione di tutta la pianta;
- eliminare i polloni che crescono numerosi alla base del tronco[9].

I tagli delle branche devono essere precisi e netti; è importante che non venga danneggiata la corteccia, in modo da scongiurare l'insorgenza di problematiche e malattie.

## Storia
L'olivo è una pianta centrale nella storia delle civiltà che si affacciano sul bacino del Mediterraneo, e di tutto l'Occidente.
Si narrano numerose leggende: una di queste è di origine greca e narra di Atena che, nell'intento di benedire gli uomini, piantò la sua lancia nel suolo e ivi crebbe il primo ramoscello d'ulivo; un'altra ci parla di un ulivo raccolto ai confini del mondo da Ercole, in quel luogo nacque il bosco sacro a Zeus, dalle cui fronde venivano intrecciate le corone per i vincitori dei giochi olimpici.
Un altro aneddoto sull'ulivo riguarda invece la colomba che, per annunciare a Noè la fine del diluvio universale, gli portò un ramoscello d'ulivo che teneva stretto nel becco.
Il poeta Omero cita l'ulivo varie volte nell'Iliade e nell'Odissea. I ciclopi avevano bastoni e clave che erano fatti col legno d'ulivo. Anche Ulisse ricavò, dal tronco di un grosso ulivo, il palo che conficcò in seguito nell'occhio di Polifemo.
Comunque si è appurato che le prime piante selvatiche esistevano sull'isola di Creta fin dal 4000 a.C. e che successivamente i cretesi si sono specializzati nella coltivazione di tale pianta la quale successivamente verrà esportata in tutto il bacino del Mediterraneo.

## Avversità
Le principali avversità abiotiche causate dal clima e dalle carenze nutrizionali sono state segnalate via via nel corso della trattazione. Delle avversità biologiche s'illustrano di seguito i più diffusi fitofagi e agenti patogeni.

### Funghi
- Occhio di pavone dell'olivo
- Carie del legno
- Fumaggine (Capnodium elaeophilum)
- Lebbra dell'ulivo o antracnosi (Colletotrichum gloeosporioides e Colletotrichum acutatum)
- Cercosporiosi o Piombatura
- Marciume delle olive
- Verticilliosi

Verticilliosi dell'ulivo 
(Verticillium dahliae)
- Brusca parassitaria
- Marciume radicale
  - lanoso - Rosellinia necatrix
  - fibroso - Armillaria mellea

### Batteri
- Rogna dell'olivo
- Xylella fastidiosa (sub. pauca) genera il complesso del disseccamento rapido dell'olivo

### Fitofagi
- Ditteri: Mosca delle olive, Cecidomia delle foglie dell'olivo, Cecidomia suggiscorza dell'olivo, Lasioptera berlesiana
- Lepidotteri: Tignola dell'ulivo, Tignola verde (o Margaronia), Rodilegno, Tignola rodiscorza, Ecofillembio, Gymnoscelis rufifasciata

Misurino dei fiori dell'ulivo 
- Rincoti: Cocciniglia mezzo grano di pepe, Cotonello, Cocciniglia grigia, Cocciniglia cotonosa dell'olivo,
- Coleotteri: Fleotribo, Oziorinco, Ilesino, Rinchite
- Tisanotteri: Tripide dell'olivo
- cocciniglia tubercolliforme
- Pollinia pollinii
- Aleirode nero
- Parlatoria dell'olivo

## Fitoterapia
Gli estratti di Olea europea, sotto forma di gemmoderivato, tintura madre e, soprattutto, estratto secco titolato e standardizzato delle foglie, hanno evidenziato una discreta attività antidislipidemica, vasodilatatrice e ipotensiva (nelle ipertensioni arteriose borderline), oltre a quella antiflogistica. L'ulivo è un'erba officinale e un'erba medicinale.

## Economia e statistiche

### L'ulivo oggi

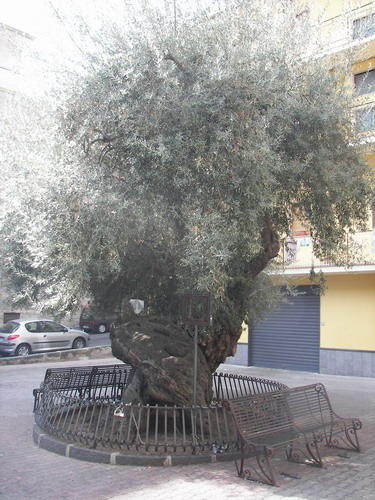
Olivi secolari in Sicilia

Inizialmente coltivato quasi esclusivamente nei paesi mediterranei (dove l'inverno è mite e l'estate calda), negli ultimi anni è stato impiantato con successo anche in altri paesi dal clima analogo, come California, Australia, Argentina, Nuova Zelanda e Sudafrica. In Italia l'areale di coltivazione è molto ampio: le zone dove non è presente sono le montagne e la pianura Padana (anche se in regioni come Piemonte, Lombardia ed Emilia-Romagna sono in atto progetti di reinserimento), zone con temperature invernali troppo basse o presenza di nebbia e l'area dove produce frutti di qualità è più ristretta e si riduce in pratica all'Italia centromeridionale (Toscana e Liguria comprese) e insulare e alla zona dei laghi di Lombardia, Trentino e Veneto. La maggiore concentrazione olivicola italiana, comunque, si trova in Puglia, con una popolazione che è stimata essere superiore ai 5 milioni di alberi. Molti di questi risalgono all'epoca della dominazione spagnola del XVII secolo. Nella valle del Volturno, in particolare nei comuni di Pozzilli e Venafro, si possono osservare tra la miriade di oliveti presenti, numerose piante secolari, non pochi sono gli oliveti composti da sole piante secolari.
Alla fine degli anni novanta i cinque Paesi con la maggiore superficie olivicola erano la Spagna (2,24 milioni di ettari), la Tunisia (1,62 milioni di ha), l'Italia (1,15 milioni di ettari), la Turchia (0,9 milioni di ha), la Grecia (0,73 milioni di ha). I primi cinque Paesi produttori di olio di oliva erano la Spagna (938 000 tonnellate), l'Italia (462 000 t), la Grecia (413 000 t), la Tunisia (193 000 t), la Turchia (137 000 t). Le produzioni indicate sono una media delle ultime tre annate degli anni novanta. I primi cinque Paesi produttori di olive da mensa erano la Spagna (304 000 t), la Turchia (173 000 t), gli Stati Uniti d'America (104 000 t), il Marocco (88 000 t), la Grecia (76 000 t). Le tendenze attuali vedono una forte espansione dell'olivicoltura in Spagna, Marocco, Sudafrica, Australia.
Le statistiche relative al 2006 sono nella seguente tabella:

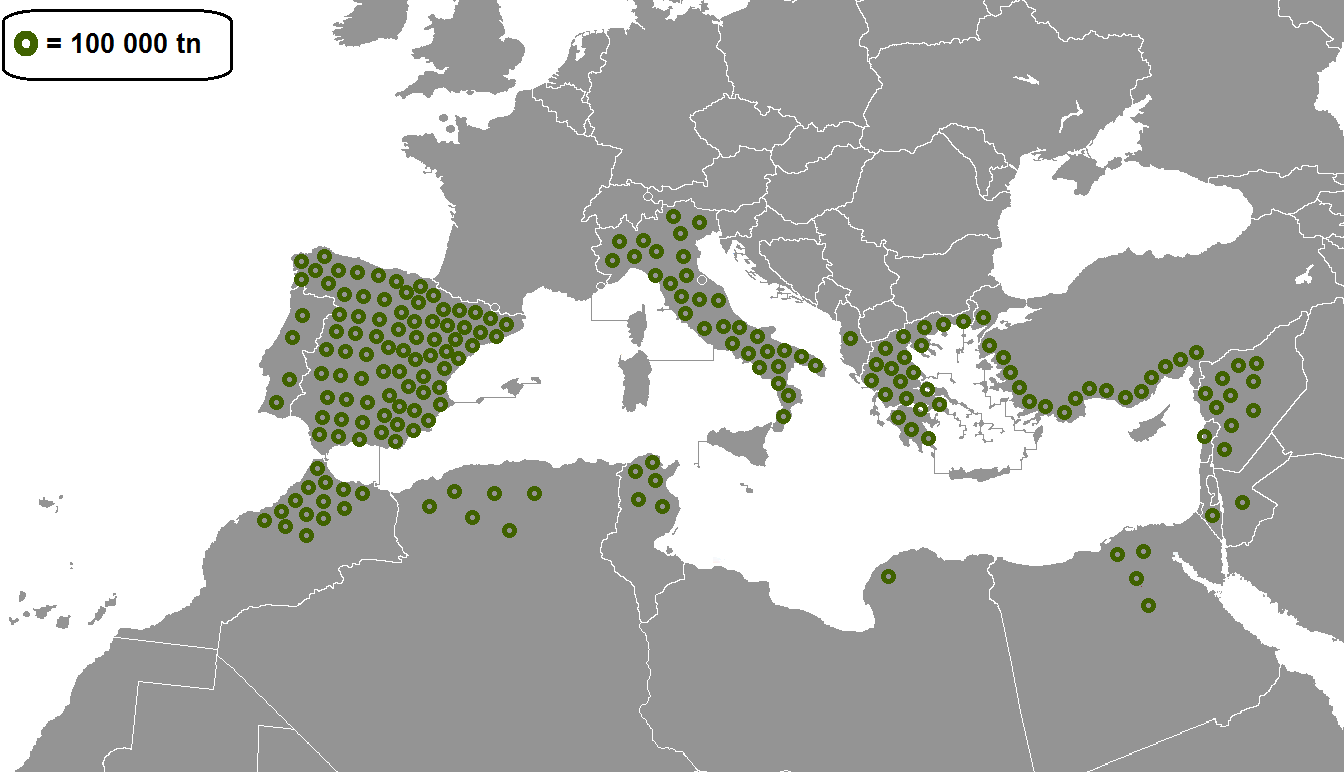
o = 100.000 tonnellate (98.000 tonnellate lunghe; 110.000 tonnellate corte) prodotte/anno

| Nazione/Regione | Produzione (t) | Area coltivata (ha) | Prodotto (tonnellate/ha) |
| --------------- | -------------- | ------------------- | ------------------------ |
| Mondo           | 19.267.000     | 10.650.000          | 1,8091                   |
| Unione Europea  | 11.686.528     | 5.028.637           | 2,3240                   |
| Spagna          | 6.560.000      | 2.573.000           | 2,5490                   |
| Grecia          | 2.343.000      | 887.000             | 2.6414                   |
| Italia          | 2.092.000      | 1.165.000           | 1,7950                   |
| Turchia         | 1.730.000      | 846.000             | 2,0460                   |
| Marocco         | 1.416.000      | 1.008.000           | 1,4044                   |
| Siria           | 899.000        | 765.000             | 1,1748                   |
| Tunisia         | 700.000        | 1.646.000           | 0,4253                   |
| Algeria         | 697.000        | 424.000             | 1.6437                   |
| Egitto          | 694.000        | 67.000              | 6,7293                   |
| Portogallo      | 617.000        | 355.000             | 1,7394                   |

## Simbolismo
Sia i popoli orientali sia quelli europei hanno sempre considerato questa pianta un simbolo della pace.
Nell'antica Grecia l'ulivo era considerato un albero sacro, a tal punto che chiunque veniva sorpreso a danneggiarlo veniva punito con l'esilio. Aristotele, nella Costituzione degli Ateniesi, affermava che chiunque veniva sorpreso a maltrattare un ulivo, veniva punito addirittura con la pena di morte.
A quel tempo la pianta non era ancora l'olivo coltivato ma il suo progenitore selvatico, l'oleastro.
Per i Romani era simbolo insigne per uomini illustri. Secondo la tradizione i gemelli divini Romolo e Remo nacquero sotto un ulivo.
Per i Giudei l'ulivo era simbolo della giustizia e della sapienza. Nel Primo Libro dei Re, Salomone, durante la costruzione del primo Tempio di Gerusalemme, "fece due cherubini di legno d'olivo, alti dieci cubiti… fece costruire la porta della cella con battenti di legno d'olivo… lo stesso procedimento adottò per la porta della navata, che aveva stipiti di legno d'olivo" (cfr 1Re 6, 31‐33).
Nella religione cristiana la pianta d'ulivo ha una vasta gamma di simbologie.
Nella Bibbia si racconta che, calmatosi il Diluvio universale, una colomba portò a Noè un ramoscello d'ulivo per annunciargli che la terra ed il cielo si erano riconciliati. Da quel momento l'olivo assunse un duplice significato: diventò il simbolo della rinascita, perché, dopo la distruzione operata dal Diluvio, la terra tornava a fiorire; diventò anche simbolo di pace perché attestava la fine del castigo e la riconciliazione di Dio con gli uomini.
Ambedue i simboli sono celebrati nella festa cristiana delle Palme dove l'ulivo sta a rappresentare il Cristo stesso (il cui nome, guarda caso, significa "l'unto") che, attraverso il suo sacrificio, diventa strumento di riconciliazione e di pace per tutta l'umanità. Infatti la simbologia dell'ulivo si ritrova anche nei Vangeli: Gesù fu ricevuto calorosamente dalla folla che agitava foglie di palma e ramoscelli d'ulivo; nell'Orto degli Ulivi egli trascorse le ultime ore prima della Passione.
L'olio d'oliva usato nelle liturgie cristiane prende il nome di Crisma; viene utilizzato nei sacramenti del battesimo, dell'unzione degli infermi, della confermazione e dell'ordinazione dei nuovi sacerdoti.
All'ulivo simbolo di pace Giovanni Pascoli dedicò la poesia l'"Ulivo benedetto", pubblicata all'interno della raccolta Primi poemetti.

## Tradizione e cultura
L'espressione popolare del basso Lazio "arrancare come un olivo" pone a confronto il nodoso tronco dell'olivo con la postura storpia di uno zoppo.